# Прасолова, Анастасия Александровна
Анастасия Александровна Прасолова (азерб. Anastasiya Aleksandrovna Prasolova; род. 19 октября 1989, Баку) — азербайджанская гимнастка, бывший член азербайджанской команды по художественной гимнастике, участница летних Олимпийских игр 2008 года.

## Биография
Анастасия Прасолова родилась 19 октября 1989 года в Баку. В 2003 году заняла второе место на чемпионате Азербайджана по художественной гимнастике в соревновании менее опытных гимнасток в многоборье с результатом в 80,2 балла.
В 2005 году на чемпионате мира в Баку азербайджанская команда с Прасоловой в составе заняла 11-е место. В 2007 на чемпионате мира в Греции азербайджанская команда с Прасоловой в составе заняла 10-е место.
В 2008 году в составе команды Азербайджана выступала на летних Олимпийских играх 2008 года, где пробившись в финал, заняла с 31.575 очками 7-е место.
Через год на чемпионате мира в Японии азербайджанская команда с Прасоловой в составе заняла 4-е место.
В 2010 на чемпионате мира в Москве азербайджанская команда с Прасоловой в составе заняла 7-е место, а в следующем году на чемпионате мира в Монпелье — 13-е место.

## Награды
- Почётный диплом Президента Азербайджанской Республики (29 июня 2015 года) — за заслуги в развитии спорта в Азербайджане[7].
- Бронзовая медаль Азербайджанской федерации гимнастики (2015 год)[8].